# Ernesto Puppo
Ernesto Puppo (Génova, Italia, 23 de septiembre de 1904- Barcelona, España, 23 de mayo de 1987) fue un arquitecto, artista, diseñador gráfico, diseñador industrial y escenógrafo, cuyos principales aportes se dieron en Italia, Argentina y Uruguay.

## Reseña biográfica

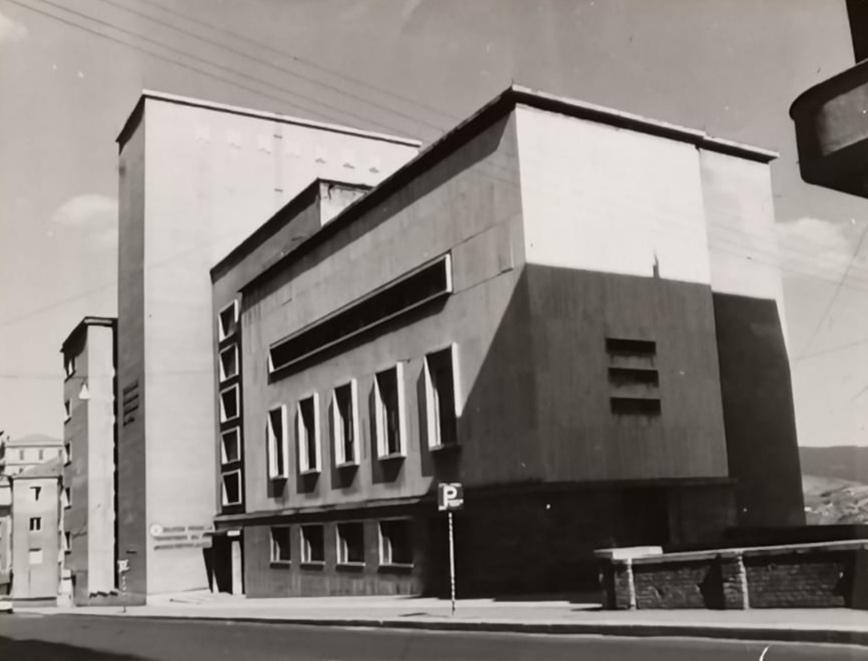

Después de un breve paso por la carrera de Ingeniería en su ciudad natal, Puppo cursó Arquitectura en la Universidad de Roma, donde se graduó en 1931. Sus intereses superaron la tarea arquitectónica para abarcar temas de planificación urbana, exposiciones nacionales, cartelería, escenografía, proyectos de guiones cinematográficos, así como el diseño de muebles, decoración de interiores y variados objetos industriales y artesanales.
Participó de varias oportunidades en concursos, a veces formando equipo con otros colegas. Su trayectoria también estuvo vinculada a muchas instituciones nacidas en la primera mitad del siglo XX, ayudando a formarlas y a afianzarlas, como el MIAR -Movimiento Italiano de Arquitectura Racionalista- y el ENAPI -Ente Nacional de Artesanado y Pequeñas Industrias-. Su búsqueda de renovación y de apoyo a las novedades del futurismo y del racionalismo le provocaron algunos enfrentamientos con colegas más conservadores, pero le permitieron mostrar todo lo que su propuesta suponía. Viviendas unifamiliares, edificios de departamentos, colonias de vacaciones, se unieron a otros trabajos que, como la Biblioteca provincial de Potenza han quedado como representativos de una época de cambios en Italia. De los pabellones para las impactantes muestras realizadas durante el gobierno de Benito Mussolini quedan documentos fotográficos y bocetos que muestran su interés en los edificios levantados, pero también en el estudio de murales, vitrinas y guiones expositivos de su propia autoría, así como de colegas a los que integraba. 
Como Director de los Servicios Artísticos participó de la feria de Nueva York de 1939, y luego dejó definitivamente Italia para trasladarse a la Argentina, cuna de su madre. La ciudad de San Juan fue el sitio de sus primeros trabajos en momentos en que aquella ciudad iba recuperándose después del terremoto de 1944, allí dejó obras como el hotel de turismo Eva Perón y la iglesia de Nuestra Señora de los Desamparados, más allá de casas familiares. Más adelante se radicó en Montevideo trabajando en edificios de carácter industrial, así como en dos iglesias y en el Banco de Trabajo Ítalo-Latinoamericano.
En 1986 dejó Uruguay para irse a Barcelona, donde murió al año siguiente.

## Escenografía
Los comienzos de Ernesto Puppo en la escenografia se dieron a través de Virgilio Marchi, el famoso escenografo y arquitecto miembro del segundo futurismo. En 1928 Ernesto Puppo expuso en la 94 Mostra degli Amatori e Cultori d'Arte, en la sección dedicada a la Arquitectura escénica, curada por el mismo Marchi.
Puppo colaboró asiduamente con Marchi como dibujante en sus años de universitario y luego como proyectista. Muchos de los que los conocieron consideran que mantenían una estrecha amistad, casi familiar. Siendo Puppo uno de los protegonistas de la Asociazione artística de vía Margutta es muy probable que desempeñara un papel importante en la creación del pequeño teatro, con proyecto de Marchi, que funcionaba en la sede de la asocioación. 
En 1940 Puppo trabajó con su hermano Giulio en la escenografía de Asesinato en la catedral de T.S. Eliot en el Teatro dell'Università de Roma. La escenografía diseñada por Puppo es la más madura de toda su carrera. Demostró haber aprendido perfectamente la lección futurista respecto a la participación del público. Diseñó dos grandes arcos que abarcaban la pequeña platea, creando la sensación de que se estaba en el interior mismo de la catedral en la que actuaban los personajes. La oscuridad desempeñaba un papel importante y constituía un elemento fundamental en el diseño del espacio, alusión a la típica oscuridad de las catedrales inglesas góticas. 
In questo solo mondo, escrita y dirigida por Stefano Pirandello, hijo menor de Luigi y conocido como Stefano Landi, fue otro de los proyectos escenográficos de Puppo. Los espacios proyectados para esta obra son los que plasman mejor la presencia de la verdadera arquitectura según Puppo. En uno de los bocetos hay un invernadero de vidrio, contra la pared de una casa: finos perfiles de acero, altísimos paneles de vidrio, coronados por un techo plano del mismo material. Para la época, esos paneles constituían de por sí un reto. En el otro espacio de la obra hay un edificio de líneas racionalistas estilizadas. Los muebles tienen un estilo moderno que los acerca más a los años sesenta que a 1939, año en que se proyectaron. 
Cabe destacar la enorme versatilidad de Ernesto Puppo, cualidad marcada en el campo de la escenografía. En sus trabajos da cuenta de un profundo conocimiento de la arquitectura histórica, a la que se niega a reproducir en forma literal, como queda demostrado en la maravillosa interpretación del estilo gótico de Asesinato en la catedral.

## Obra gráfica

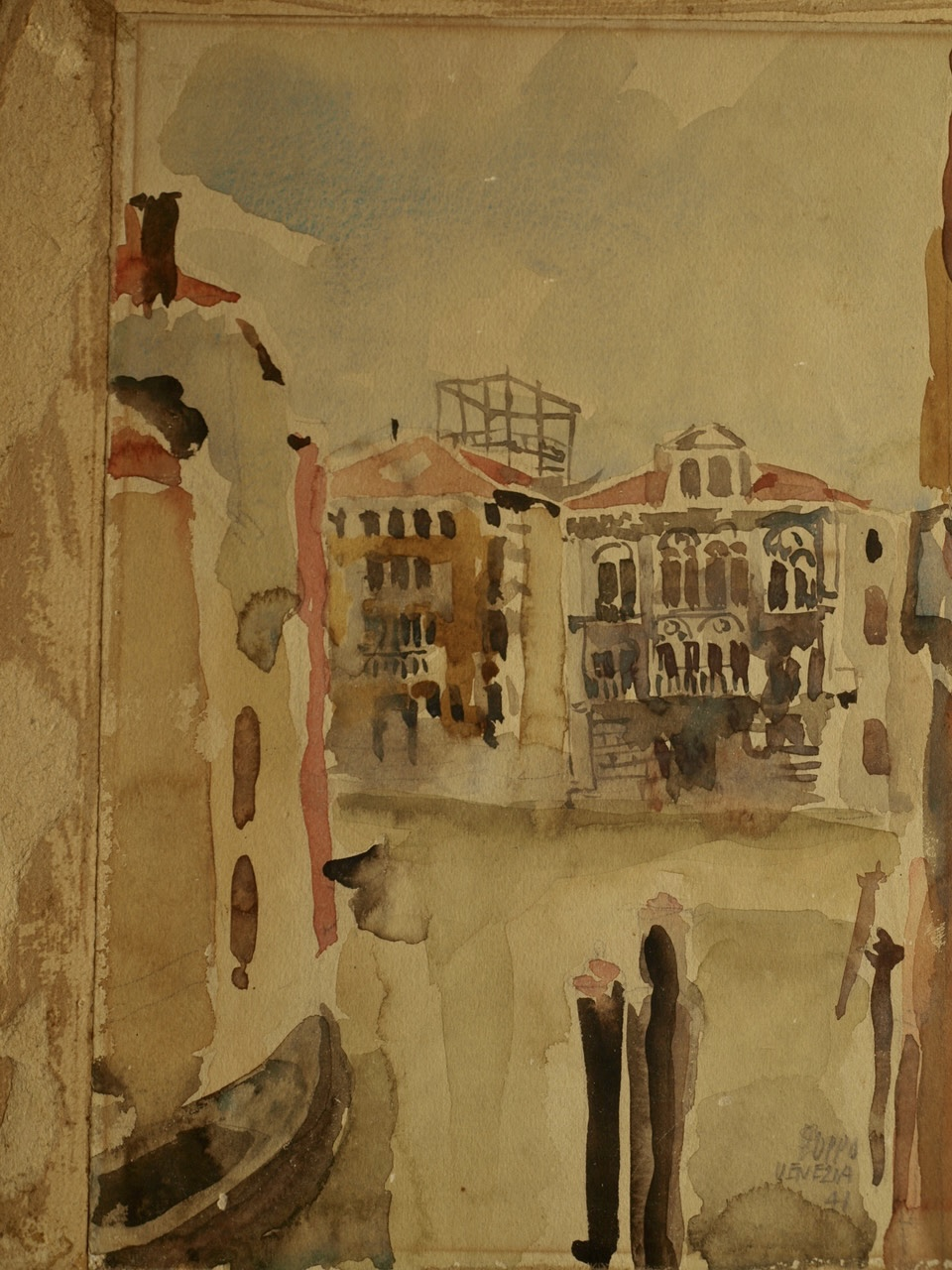

El conjunto de imágenes -en su mayoría diseños con propósitos de difusión, comercio y propaganda- pertenecientes al archivo del arquitecto italiano Ernesto Puppo, conforma un repositorio para el estudio del diseño gráfico de la primera mitad del siglo XX. Marcado en lo político por la consolidación fascista en el poder y la hegemonía plástica de una experiencia futurista aún no agotada, este conjunto iconográfico contiene una fuerte unidad expresiva y formal, a pesa de la amplia variedad de temas y técnicas utilizadas. Se trata de un cuerpo de 55 piezas realizadas, en su gran mayoría entres 1928 y 1933.

### Convergencias disciplinares
Durante el periodo en que Puppo produce esta variada iconografía, desarrolla también distintos proyectos de arquitectura, en gran medida vinculados a este ejercicio plástico. Se observan ciertas convergencias temáticas entre los gráficos de afiches o carteles y los proyectos arquitectónicos, con sus programas específicos. En todo momento está presente la fascinación por la experiencia maquinista y los cambios que esta produce en la percepción del paisaje contemporáneo -rural o urbano- así como también en las relaciones espacio-tiempo determinadas por una dinámica tecnológica de alta renovación. 

### La belleza del vuelo
Los diseños de Puppo están definitivamente marcados por la égida futurista y su idea de movimiento, pero, muy particularmente, es el dinamismo aeronáutico el que afecta o impacta de manera más profunda sus construcciones visuales, resultantes siempre de una intensa e inteligente investigación gráfica. El avión es entonces, protagonista en sus afiches y carteles publicitarios. En general, su fuerza expresiva se centra en el tratamiento geométrico y en la disposición diagonal dominante, provocada por grandes planos de color y la disposición de letras e imágenes que subrayan esa dirección. Pero al mismo tiempo es necesario precisar que el aeroplano se hace presente aun cuando no se lo dibuje, esto se verifica en la perspectiva de algunos afiches como la serie de Las cuatro estaciones, donde el paisaje se percibe desde un horizonte muy elevado, bajo una cierta inclinación general, sugerente de que su observación se produce desde la carlinga de un avión. Esto último es representativo de un cambio profundo que se está operando en la cultura visual de la primera mitad del siglo XX, y muy particularmente en el contexto italiano de esos años. En ese cambio jugarán una partida decisiva algunos diseñadores gráficos, ciertos pintores y algunos fotógrafos europeos, entre los que se encuentra Lázló Moholy Nagy, quien instaurará el término nueva visión para identificar tal transformación producida en el campo de la fotografía y los resultados directos operados sobre la arquitectura.

### Hacia una nueva retórica visual
El tiempo histórico al que corresponden los afiches y carteles diseñados por Ernesto Puppo es, sin duda, un tiempo de cambios para el discurso visual. Nuevos puntos de vista, con horizontes elevados y altos grados de abstracción, van incorporándose a la pintura y a la gráfica, renovando su corpus retórico. Dentro de estos cambios se destaca la relación entre texto e imagen. A diferencia de lo que sucedía en el cartel modernista de la primera década del siglo XX, la tipografía puede llegar a alcanzar mayor significación que la imagen, en términos de diseño y comunicación. Su importancia visual subraya el valor semántico de lo escriturario, a partir de mensajes precisos, cercanos al slogan.
El uso de figuras retóricas y su dimensión metafórica se materializan en el diseño gráfico de Puppo a partir de una clara interacción entre lógicas de composición, punto de vista adoptado, tipografía e imagen. Por otra parte, el uso de antinomias refuerza, muchas veces, la potencia semántica y el sentido del mensaje dado. Imágenes como las letras que escapan de una máquina de escribir y se transforman en palabras o el haz del fascismo que combina lo destructivo de la guerra con lo constructivo del panal producido por las abejas, resultan ejemplos de este contrastante manejo de conceptos e imágenes.